# Fissidens oblatus
Fissidens oblatus là một loài Rêu trong họ Fissidentaceae. Loài này được I.G. Stone & Catches. mô tả khoa học đầu tiên năm 1993.